# Airscoot
Airscoot war eine US-amerikanische Automobilmarke, die nur 1947 von Aircraft Products in Wichita (Kansas) gebaut wurde.
Der Airscoot war ein faltbarer, zweisitziger, offener Wagen, der von einem luftgekühlten Einzylindermotor angetrieben wurde, der 2,6 bhp (1,9 kW) Leistung entwickelte. Der Tank fasste nur etwa 1,25 l Benzin. Der ganze Wagen war nur 940 mm lang und wog nur 33 kg.
Der Wagen sollte in Privatflugzeugen mitgenommen werden und für den Weg vom und zum Flugplatz dienen. Noch im Jahr seines Erscheinens verschwand er wieder vom Markt.